# Sida yunnanensis
Sida yunnanensis är en malvaväxtart som beskrevs av Shiu Ying Hu. Sida yunnanensis ingår i släktet sammetsmalvor, och familjen malvaväxter. Inga underarter finns listade i Catalogue of Life.